# Алекс Петтіфер
Александр Річард (Алекс) Петтіфер (англ. Alexander Richard 'Alex' Pettyfer; нар. 10 квітня 1990) — англійський актор та модель.

## Біографія

### Ранні роки
Алекс Петтіфер народився 10 квітня 1990 року в Стівенейджі. Батько — Річард Петтіфер, актор, мати — Лі Айрленд (до шлюбу — Робінсон), декоратора інтер'єрів та колишньої моделі. Через три роки після народження Алекса його мати одружилася з Майклом Айрлендом, забудовником і бізнесменом. Від цього шлюбу у 1993 році народився Джеймс Айрленд, зведений молодший брат Алекса, тенісист.
У липні 2006 року Алекс закінчив школу у віці шістнадцяти років. Протягом навчання грав у шкільних постановках: Віллі Вонку у «Чарлі та шоколадна фабрика», Джека у п'єсі «Джек і бобове дерево» та Робіна Гуда в адаптації «Пригод Робіна Гуда». Після школи вступив до коледжу Шиплейк, але незабаром кинув його заради навчання в лондонській акторській школі Sylvia Young Theatre School.
У віці семи років почав кар'єру дитячої моделі, знімався для брендів Gap, Burberry та в рекламі йогурту.

### Кар'єра в кіно
Після закінчення модельної кар'єри вирішив спробувати себе як актор. 2005 року дебютував на британському телебаченні у ролі Тома Брауна в «Шкільних роках Тома Брауна», за яку отримав позитивні відгуки. У червні 2005 року, з-поміж близько 500 претендентів, був обраний на роль юного агента MI6 Алекса Райдера для фільму «Громобій». Автор «Громобоя», Ентоні Хоровіц, був так захоплений грою Алекса у фільмі «Шкільні роки Тома Брауна», що зразу ж попросив затвердити Петтіфера на роль Алекса Райдера. Через знімання Алекс відмовився від головної ролі у фільмі «Ерагон», мотивуючи це тим, що «Громобій» знімався у Великій Британії, а «Ерагон» — в Угорщині, а також — своїм страхом перед польотами. Критики з одного боку оцінили гру Петтіфера як «серйозну та енергійну», а з іншого — підкреслили, що він «не дуже впевнено почувається як актор». Загалом відгуки в пресі пророкували Петтіферу статус «молодіжного ідола». Втім, молодий актор відмовляється знову грати Алекса Райдера у можливому сиквелі фільму, пояснюючи це тим, що він занадто дорослий для цієї ролі.
Після знімання «Громобоя» Алекс ні з ким зі школи не обговорював свою роль, зіславшись на рекомендації Юена Мак-Грегора, котрий порадив йому тримати особисте і професійне життя окремо.
У серпні 2007 переїхав у невелике місто в Південній Дакоті, яке знаходиться в середині західної частини Сполучених Штатів.
У 2008 році грає роль школяра Фредді Кінгслі у комедії «Дике дитя» (англ. Wild Child) з Еммою Робертс у головній ролі, з якою мав романтичні стосунки. 2009 року знявся в комедійному фільмі жахів «Понівечений» (англ. Tormented), де зіграв ватажка шкільних хуліганів, яких один за одним вбиває привид учня, що страждав через знущання з їх боку. Того ж року зіграв у фільмі «Красуня і чудовисько», що вийшов 2011 року, разом з Мері-Кейт Ольсен, Ванессою Хадженс та Нілом Патріком Гаррісом.
У 2011 році грає головну роль в екранізації однойменної книги Піттакуса Лора — «Я — четвертий», де його партнерами по фільму були Тімоті Оліфант, Тереза Палмер, Діанна Агрон. Режисером фільму був Ді-Джей Карузо, продюсером — Майкл Бей, виконавчим продюсером — Стівен Спілберг.
У 2012 році відмовився від ролі Джейса Вейланда в екранізації бестселлера Касандри Клер «Знаряддя смерті: Місто Кісток» (англ. City of Bones), а пізніше — від ролі у фільмі The Wardstone Chronicles. Брав участь у кастингу до фільму «Газетяр» за мотивами однойменної новели Піта Декстера, але згодом відмовився від ролі. Того ж, 2012 року, зіграв 19-річного Адама у фільмі «Супер Майк». Грав невелику роль у фільмі «Дворецький» (англ. The Butler).
У 2014 році зіграв роль Девіда Елліота в екранізації бестселера Скотта Спенсера «Люблю. Назавжди», де його партнеркою стала актриса Ґабріелла Вайлд. Отримав роль у фільмі Ніка Кассаветіса «Калі» (англ. Cali).

## Особисте життя
У червні 2009 року Петтіфер посів 35-те місце у рейтингу 50-ти найцікавіших неодружених чоловіків за версією британського жіночого видання Company. У серпні того ж року посів 21-ше місце у рейтингу найсексуальніших чоловіків за версією журналу Glamour.
Петтіфер зустрічався з Сарою Болджер, з якою грав у фільмі Stormbreaker, пізніше — з Еммою Робертс, з якою він познайомився на зніманні фільму Wild Child у 2007 році. Протягом свого роману з Еммою Петтіфер зробив собі татуювання ER (Emma Roberts) на правому зап'ястку та Emma на безіменному пальці. Після розставання з Еммою почав зустрічатися з Олівією Сімпсон, донькою його менеджера. Олівія постійно контролювала Алекса, тому на зніманні фільму «Я — четвертий» Петтіфер почав зустрічатися з Діанною Агрон. Роман тривав з серпня 2010 року по лютий 2011 року, пара хотіла одружитися, але несподівано вони скасували заручини і розійшлись. Після цього у Петтіфера почався роман з акторкою Райлі Кіо, онукою Елвіса Преслі, яку він зустрів на зніманні фільму «Супер Майк». Цей роман також закінчився заручинами та наступним розривом, причиною якого, за словами Райлі, стала зрада Алекса. Наразі Петтіфер зустрічається з нідерландською моделлю Марло Хорст.

## Фільмографія
| Рік  |    | Українська назва                     | Оригінальна назва                     | Роль                |
| ---- | -- | ------------------------------------ | ------------------------------------- | ------------------- |
| 2024 | ф  | Міністерство неджентльменської війни | The Ministry of Ungentlemanly Warfare | Джоффрі Еппл'ярд    |
| 2024 | ф  | Хижа ніч                             | Sunrise                               | Феллон              |
| 2021 | ф  | Попередження                         | Warning                               | Ліам                |
| 2021 | ф  |                                      | Collection                            | Брендон             |
| 2020 | ф  |                                      | Echo Boomers                          | Елліс Бек           |
| 2020 | мс | Сім'янин                             | Family Guy                            | Трой                |
| 2019 | с  | мінісеріал                           | The I-Land                            | Броді               |
| 2018 | кф |                                      | It's Me, Sugar                        | Тоні Кертіс         |
| 2018 | ф  |                                      | The Last Witness                      | Стівен Андервуд     |
| 2018 | ф  |                                      | Back Roads                            | Гарлі Алтмаєр       |
| 2018 | с  | Міські легенди                       | Urban Myths                           | Тоні Кертіс         |
| 2018 | кф | відеокліп                            | Diesel: Only The Brave                | Алекс Петтіфер      |
| 2017 | ф  | Дивні                                | The Strange Ones                      | Нік                 |
| 2016 | ф  | Елвіс і Ніксон                       | Elvis & Nixon                         | Джеррі              |
| 2014 | ф  | Люблю. Назавжди                      | Endless Love                          | Девід Елліот        |
| 2013 | ф  | Дворецький                           | The Butler                            | Томас Вестфол       |
| 2012 | ф  | Супер Майк                           | Magic Mike                            | Малюк (Адам)        |
| 2011 | ф  | Час                                  | In Time                               | Фортіс              |
| 2011 | ф  | Страшенно красивий                   | Beastly                               | Кайл                |
| 2011 | ф  | Я номер чотири                       | I Am Number Four                      | Джон Сміт / Номер 4 |
| 2009 | ф  | Понівечений                          | Tormented                             | Бредлі              |
| 2008 | ф  | Дике дитя                            | Wild Child                            | Фредді              |
| 2006 | ф  | Громобой                             | Stormbreaker                          | Алекс Райдер        |
| 2005 | ф  | Шкільні роки Тома Брауна             | Tom Brown's Schooldays                | Том Браун           |